# Achille Gerste
Achille Gerste, né à Ypres (Belgique) le 2 juillet 1854 et mort à Rome (Italie) le 27 novembre 1920, était un prêtre jésuite belge, philologue et linguiste, connu pour ses observations ethnographiques et études linguistiques sur les peuples indigènes du Mexique (Tarahumaras).

## Éléments de biographie
Entré dans la Compagnie de Jésus le 3 octobre 1873 il est ordonné prêtre une dizaine d’années plus tard. En 1885 il est envoyé comme missionnaire au Mexique où son premier poste le conduit au collège de Puebla dont il est le préfet. Transféré ensuite à Mexico, il y est chargé de la formation des étudiants jésuites. Doué pour les langues il est à l’aise en français, latin, italien, espagnol et allemand.
Il maîtrise également l’antique langue indigène nahuatl. Ce qui l’ouvre à l’ethnographie du peuple tarahumara, au milieu duquel il est avant tout un missionnaire respectueux de la culture. Son intérêt et ses recherches sur les cultures pré hispaniques d’Amérique centrale le mettent en contact avec Francisco del Paso y Troncoso, Joaquín García Icazbalceta (es) y Alfredo Chavero. 
Revenu en Europe il collabore à l’œuvre monumentale de Carlos Sommervogel, appelée la ‘Bibliographie d'auteurs de la Compagnie de Jésus’. Bien que résidant à Rome il est élu membre correspondant de l’Académie mexicaine de la langue. 
Achille Gerste meurt à Rome le 27 novembre 1920.

## Écrits
- Archéologie et bibliographie mexicaines dans Revue des questions scientifiques, 1887 et 1888.
- Antiquités mexicaines, camps archéologiques et anciens gisements d'émeraudes, dans Revue des questions scientifiques, 1887 et 1888.
- Anónimo mexicano, dans Anales del Museo Nacional de Arqueología, Historia y Etnografía, paleografía y traducción del texto en náhuatl, 1903.
- Les calendriers mexicains. Notes sur la médecine et la botanique des anciens mexicains, 1909.
- De algunos trabajos recientes sobre la botánica y medicina de los antiguos mexicanos, 1909.
- Breves apuntes sobre algunas cuestiones de etnografía e historia mexicanas, dans El Círculo Católico.
- Rapport sur un voyage d'exploration dans la Tarahumara 1914-1915, dans Atti della Pontificia Accademia Romana dei Nuovi Lincei, 1914 et 1915.